# Abdul Hamid Mohammed Dbeibeh
Abdul Hamid Mohammed Dbeibeh (Misurata, 13 febbraio 1958) è un politico e imprenditore libico, dal 15 marzo 2021 è primo ministro della Libia ad interim, nominato attraverso il Forum di dialogo politico libico. Si prevedeva che avrebbe ricoperto la carica di leader fino alle elezioni politiche del 24 dicembre 2021, che sono state invece rinviate. Il governo di Al-Dabaiba è il primo governo unificato dal 2014.
Il 10 febbraio 2022, è sopravvissuto a un tentativo di omicidio quando gli assalitori hanno sparato proiettili contro la sua auto. Secondo una fonte governativa a lui vicina, è rimasto illeso in mezzo a intense lotte tra fazioni per il controllo del governo.
La sua posizione è stata contestata lo stesso giorno, il 10 febbraio 2022, dopo che anche Fathi Bashagha è stato scelto come primo ministro dalla Camera dei rappresentanti libica. Tuttavia, Dbeibeh ha respinto la nomina di Bashagha a primo ministro, affermando che consegnerà il potere solo dopo un'elezione nazionale. Khalifa Haftar e il suo esercito nazionale libico hanno accolto con favore la nomina di Bashagha.
Le Nazioni Unite continuano a riconoscere Dbeibeh come primo ministro ad interim.

## Biografia
Ha conseguito la laurea in ingegneria. Fa parte di una importante famiglia di Misurata. È stato legato a Saif al-Islam Gheddafi, secondogenito dell'ex dittatore Muʿammar Gheddafi.
Dopo la rivoluzione libica e la caduta del regime di Gheddafi nel febbraio 2011, ha guidato la più antica squadra di calcio libica, l'Al Ittihad.

## Attività politica
Il 5 febbraio 2021 ha vinto a Ginevra le elezioni per il rinnovamento delle cariche dello Stato libico organizzate sotto la supervisione della Missione di supporto dell'ONU in Libia (UNSMIL) ed è stato designato come Primo ministro.
Nel marzo 2021 viene accusato di aver pagato somme tra 150.000 e 200.000 euro ad almeno tre dei delegati con diritto di voto del Forum di Dialogo Politico che lo ha eletto.
Il 10 marzo 2021 il Parlamento vota la fiducia al suo governo di unità nazionale con 132 voti favorevoli a fronte dei 178 presenti. Guiderà il governo fino al 24 dicembre 2021, giorno delle nuove elezioni.

### Politica estera
Il 6 aprile 2021 ha incontrato a Tripoli il Presidente del Consiglio italiano Mario Draghi, in quella che è stata la prima visita all'estero del Capo del governo italiano. A questo incontro i due leader hanno parlato di cooperazione in campo energetico e infrastrutturale, nonché di immigrazione e di gestione dei flussi migratori nel Mediterraneo.
Il 1º giugno 2021 incontra a Parigi il Presidente della Repubblica francese Emmanuel Macron, nell'ambito di una cooperazione con la Francia per quanto concerne la transizione democratica e la stabilità del paese.
Nel settembre 2021 il Parlamento vota la mozione di censura contro il governo di Abdel Hamid Dbeibah.
Nel novembre 2021, Abdelhamid Dbeibah, ha presentato la sua candidatura alle elezioni presidenziali del dicembre 2021.